# Джон де Курсі

Герб баронів де Курсі.

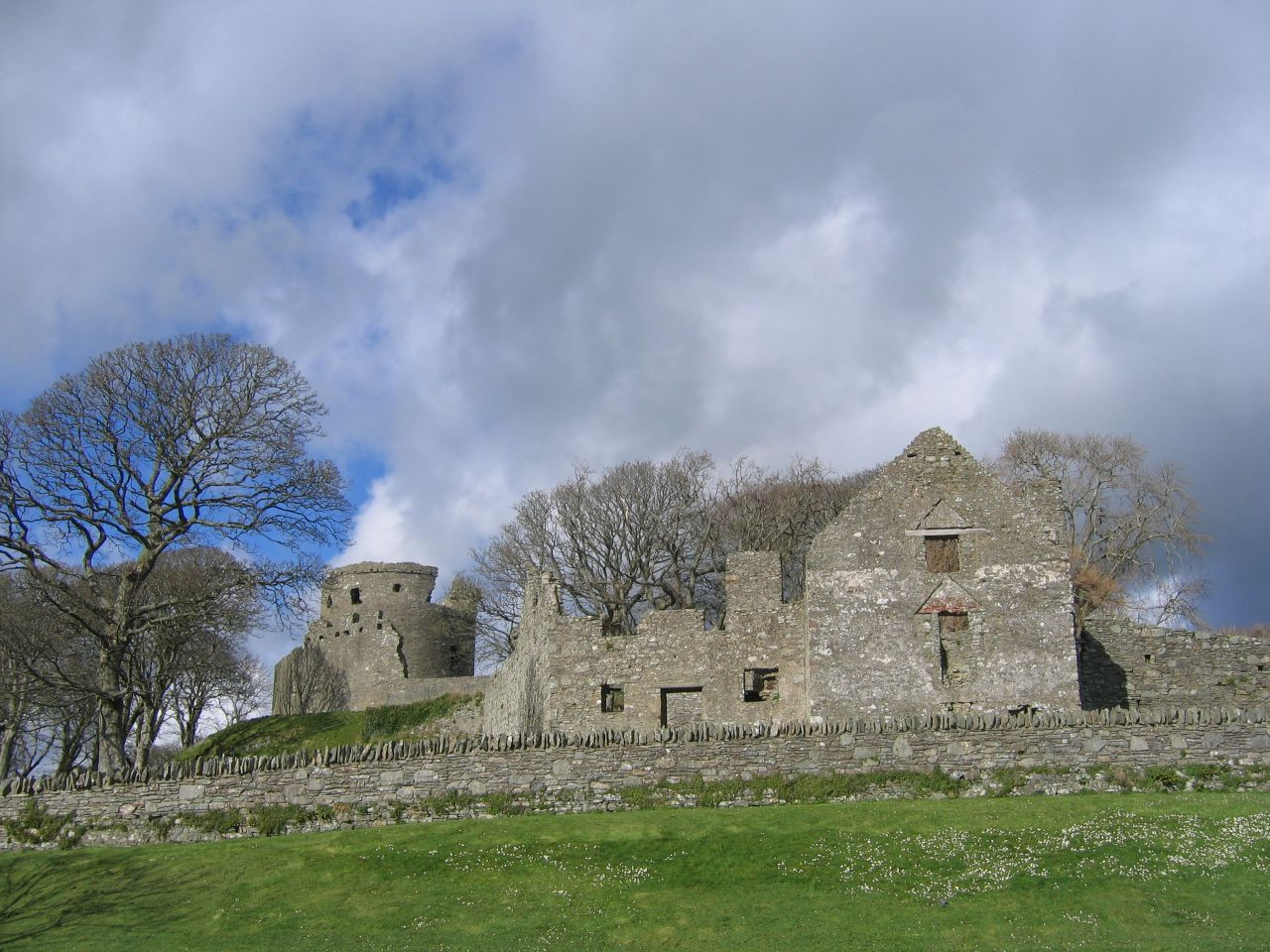
Замок Дандрам.

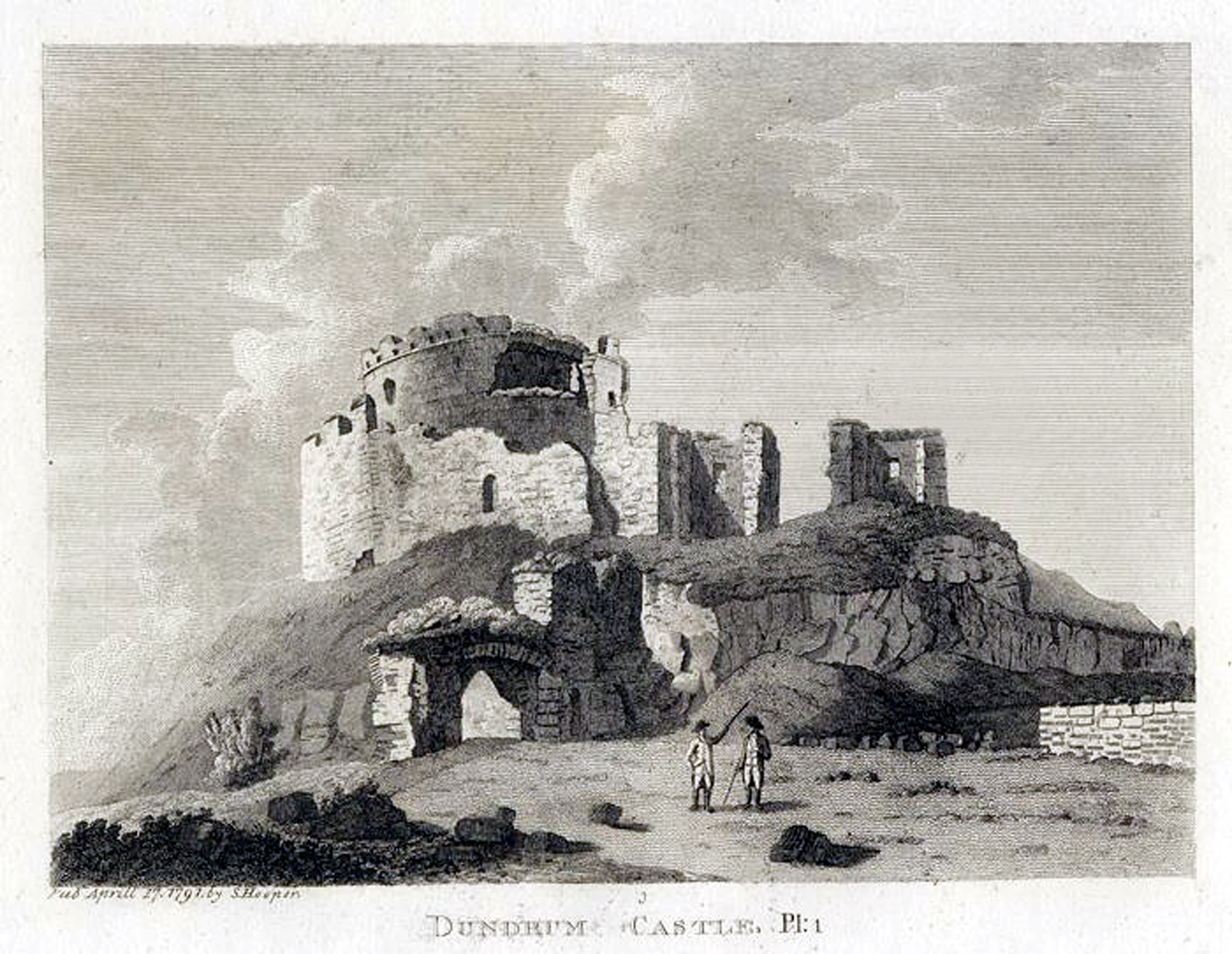
Замок Дандрам. Малюнок 1791 року.

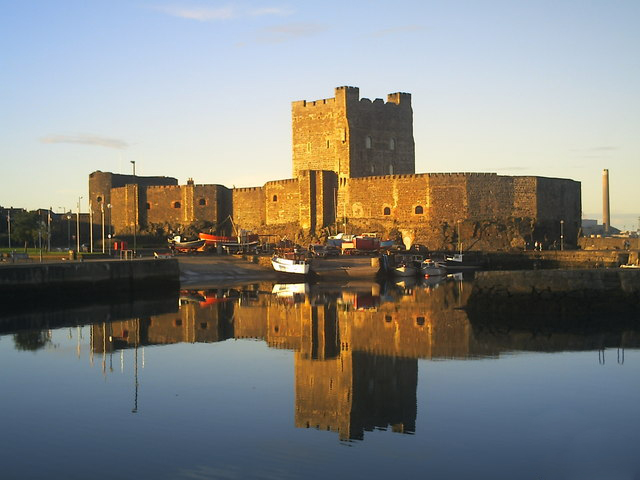
Вид на замок Каррікфергус з гавані.

Сер Джон де Курсі (англ. — Sir John de Courcy) (1150—1219) — англо-норманський лицар, феодал, аристократ, що прибув до Ірландії в 1176 році під час англо-норманського завоювання Ірландії. Відтоді і до свого вигнання у 1204 році він підкорив значну територію, побудував багато церков та монастирів, абатства бенедиктинців та цистерціанців та замки Дандрам у графстві Даун, Каррікфергус у графстві Антрім.

## Походження
Прізвище де Курсі походить від місцевості в Нормандії, звідки і походять предки Джона де Курсі. Після норманського завоювання Англії предки сера Джона де Курсі жили в Стоуку, що в Сомерсеті (Англія). Прадідусь Джона де Курсі — Річард де Курсі згадується в «Книзі Судного Дня» (англ. — Domesday Book). Його дід — Вільям де Курсі І одружився з Еммою Фалезькою. Його батько — Вільям де Курсі II одружився з Авіс де Мескін і помер близько 1155 року, залишивши сімейні маєтки в Сомерсеті та в інших місцях Англії своєму синові Вільгельму де Курсі III, старшому брату Джона. Джон де Курсі народився в 1150 році в Стогурсі (що біля Сомерсета, Англія). Батьком його був Вільям де Курсі ІІ, матір'ю була Авіс де Румілі Фіц-Рандольф де Мешин (пом. у 1096 році). Джон де Курсі одружився з Аффрікою Гудрдордоттір (норв. — Affrica Guðrøðardóttir) — дочкою Годреда ІІ Олафссона — короля Островів.

## Завоювання Ірландії
Джон де Курсі був дуже честолюбним лицарем і хотів завоювати собі нові володіння. Він вирішив взяти участь в завоюванні Ірландії, що саме почалось. Він вирішив здійснити напад і завоювання північної Ірландії — Ольстеру (Уладу) — земель, що контролювались тоді ірландськими кланами і на території якої були незалежні ірландські королівства, в тому числі королівства Улад. На початку січня 1177 року він зібрав військо, в якому було як мінімум 22 лицарі і 300 піхотинців і вирушив в похід на північ Ірландії. Військо рухалось зі швидкістю 30 миль на день, обішло гори Морн і зненацько захопило місто Дун-Да-Ліатглас (нині це місто Даунпатрік). Після двох запеклих битв у лютому та червні 1177 року Джон де Курсі переміг останнього короля Уладу Руадрі Мак Дунншлебе (ірл. — Ruaidhrí Mac Duinnshléibhe). Цей похід і завоювання Джон де Курсі здійснив без дозволу короля Англії Генріха ІІ.
Після завоювання східного Ольстера Джон де Курсі заснував свою резиденцію в Каррікфергусі, де він збудував потужний кам'яний замок. Потім він збудував на завойованих землях замок Дантрам та абатство Інч. Він одружився з Аффрікою Гудрдордоттір, що була дочкою Годреда ІІ Олафссона — короля Островів. Його королівство охоплювало низку островів біля Британії — острів Мен та деякі Гебридські острови. Цей шлюб був політичним — Джон де Курсі прагнув поріднитися з королями і знайти собі союзника. Джон і Аффріка не мали дітей. Аффріка збудувала монастир в Грейяббі і назвала його Монастир Діви Марії та Ярма Божого. Пізніше вона була похована там і її зображення зберіглося до наших часів.
У 1183 році Джон де Курсі заснував і збудував пріорат собору землі Даун за допомогою щедрих пожертвувань ордену бенедектинців з Честера (Англія). Ця будівля була зруйнована землетрусом у 1245 році. Потім Джон де Курсі збудував монастир Святого Андрія в Ардсі — Чорне Абатство. Давній ірландський монастир Нендрум він передав ордену бенедектинців — монахам з Камберленду. Дружина Джона Аффріка потім заснувала цистеріанський монастир — Сіре Абатство як дочірній монастир Голма Калтрама (Камберленд) у 1193 році. Джон де Курсі здійснив похід на захід Ірландії в 1188 році з метою розширення своїх володінь — він здійснив похід на королівство Коннахт, але був розбитий. У 1189 році він розграбував землі Арма.

## Подальше життя в Ірландії
У 1189 році Джон де Курсі разом з іншим англо-норманським лицарем Вільямом де Лейсі образив короля Англії Річарда І Левове Серце. Судячи по всьому Джон де Курсі не хотів, щоб в його справи втручався король Англії і хотів самостійно володіти завойованими територіями Ірландії. Вільямом де Лейсі швидко уклав мир з королем Англії і почалася війна між Вільямом де Лейсі та Джоном де Курсі. Ця ворожнеча та війна тривала довго. Х'ю де Лесі — молодший син лорда Міт продовжив війну з Джоном де Курсі і захопив його в полон. Повідомлення про це є в «Книзі Хаута». Там розповідається, що Джон де Курсі був сильним, але богобоязливим воїном. Сер Х'ю де Лейсі шпигував за Джоном де Курсі і його люди повідомили, що Джон де Курсі постійно насторожі, постійно озброєний і тому його важко схопити зненацька. Але на Страсну П'ятницю він проводить день у молитвах, не бере до рук ніякої зброї, не одягає обладунків, відвідує церкву босоніж. Люди Х'ю де Лейсі напали на Джона коли він був беззбройним і молився в церкві. Але він виламав дерев'яну опорну конструкцію і захищався нею, вбив 13 нападників, перш ніж його схопили. У травні 1205 року король Англії Джон Безземельний дарував Х'ю де Лейсі титул графа Ольстеру та всі землі, що колись були завойовані Джоном де Курсі. На той час Джон де Курсі вже був вільним і перебував у свого зятя на острові Мен. Там він зібрав військо і в липні 1205 року на чолі армії скандинавських воїнів і сотні бойових човнів, які надав йому його зять Рагнольд — король острова Мен. Він висадився в Стренгфорді та обложив замок Дандрум, який колись збудував. Але облога була невдалою — замок був неприступним і Джон про це прекрасно знав. Король Джон Безземельний знову взяв Джона де Курсі в полон. Решту життя Джон де Курсі провів в полоні або в злиднях. Звільнили Джона де Курсі після його клятви, що він ніколи не більше зробить спроби відвоювати свої володіння і вирушить в паломництво до Святої Землі. Джон де Курсі помер всіма забутий недалеко від нинішнього Крайгавона (нині це графство Арма, Ольстер, Ірландія). Нащадками його стали барони Кінгсейл.